# Aeroporto Internacional Rajiv Gandhi
O Aeroporto Internacional Rajiv Gandhi (em inglês: Rajiv Gandhi International Airport) (IATA: HYD, ICAO: VOHS) é um aeroporto internacional localizado na cidade de Haiderabade, capital do estado de Telanganá na Índia, inaugurado em 2008 como uma alternativa ao outro aeroporto da cidade o Aeroporto de Begumpet.